# Maison de Brecht à Svendborg
 (novembre 2021).
Si vous disposez d'ouvrages ou d'articles de référence ou si vous connaissez des sites web de qualité traitant du thème abordé ici, merci de compléter l'article en donnant les références utiles à sa vérifiabilité et en les liant à la section « Notes et références ».

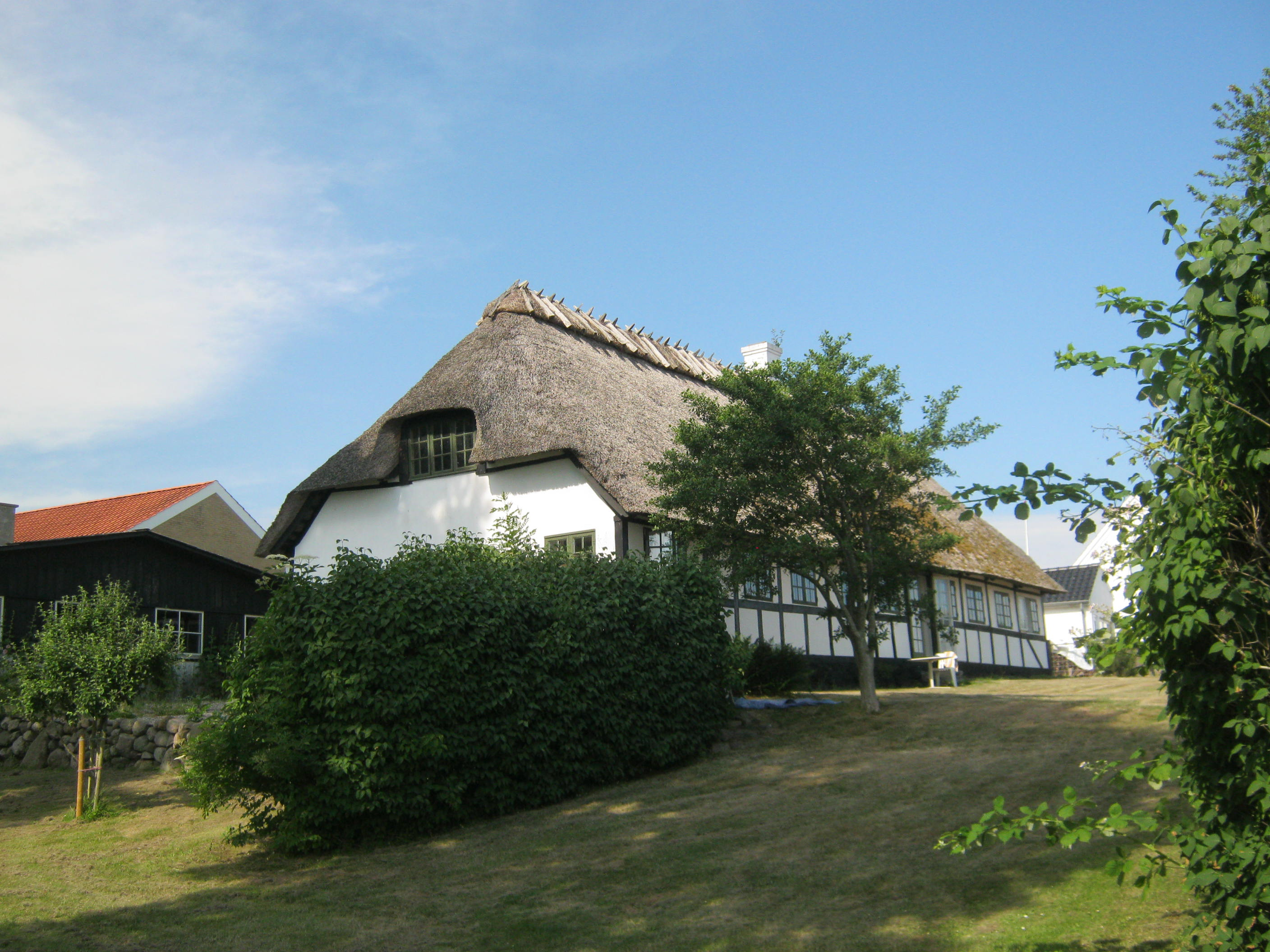
La maison de Brecht à Svendborg (en 2020).

La maison de Brecht à Svendborg est une maison occupée par l'écrivain Bertolt Brecht et sa femme, l'actrice Hélène Weigel, où le couple, réfugié du régime nazi, séjourna de 1933 à 1939.

## Bertolt Brecht en exil
Le 28 février 1933 — un jour après l'incendie du Reichstag — Brecht quitte Berlin avec sa famille et ses amis et se réfugie successivement à Prague, Vienne, Zurich et, au début de l'été 1933, à Carona (en compagnie du couple Kurt Kläber et Lisa Tetzner) et à Paris. À l'invitation de la romancière Karin Michaelis, Helene Weigel se rend avec ses enfants au Danemark sur la petite île de Thurø près de Svendborg. Peu de temps après, Brecht achète une maison à Svendborg où il passe avec sa famille les six années suivantes.
Pendant son exil danois, outre certaines de ses pièces les plus importantes comme Mère Courage et ses enfants et la La Vie de Galilée, il y écrit les Svendborger Gedichte (poèmes de Svendborg). Brecht y écrit également des articles pour plusieurs magazines d'émigrés de Prague, Paris et Amsterdam. En 1939, Brecht quitte le Danemark avec sa famille et ses amis quand les troupes allemandes sont sur le point d'envahir le pays.

## Invités
De nombreux artistes et scientifiques de différents pays ont été invités à séjourner à Svendborg dont les écrivains germanophones Wolfgang Bock, Anna Katharina Hahn, Ulrike Draesner, Andreas Greve, Robert Habeck et Andrea Paluch, Mathias et Tanja Jeschke, Sabine Küchler, Hellmuth Opitz, Matthias Politycki, Arne Rautenberg, Tina Stroheker, Rainer Wedler et Eva Christina Zeller.